# Камбоджа
Камбо́джа (кхмер. កម្ពុជា кампутьеа), официально — Короле́вство Камбо́джа (кхмер. ព្រះរាជាណាចក្រកម្ពុជា прэах реатьеанатякр кампутьеа; также Второ́е Короле́вство Камбо́джа; в 1975—1989 годах страна была известна как Кампучи́я) — государство в Юго-Восточной Азии, расположенное на юге полуострова Индокитай. На востоке граничит с Вьетнамом, на севере — с Лаосом, на северо-западе — с Таиландом. Столица — Пномпень. Крупнейшие города — Сиемреап, Баттамбанг. Площадь — 181 тысяча км². 
Население — более 16 миллионов человек (16 926 984 по данным за 2020 год); свыше 97 % из них — кхмеры. Государственная религия — буддизм (тхеравада). Государственный язык — кхмерский — австроазиатский язык, родственный вьетнамскому и записываемый с помощью кхмерского письма. Денежная единица — камбоджийский риель, параллельная валюта в обращении — доллар США.
В 802 году н.э. Джаяварман II провозгласил себя королем, объединив враждующих кхмерских князей Ченлы, что положило начало Кхмерской империи, которая способствовала распространению сначала индуизма, а затем буддизма в Юго-Восточной Азии и осуществила религиозные инфраструктурные проекты по всему региону, самый известный из которых — Ангкор-Ват. В XV веке власть империи начала ослабевать, и в 1863 году Камбоджа стала протекторатом Франции. После японской оккупации во время Второй мировой войны Камбоджа провозгласила независимость от Франции в 1953 году. Война во Вьетнаме втянула страну в гражданскую войну в 1960-х годах, кульминацией которой стал государственный переворот 1970 года, в результате которого была создана поддерживаемая США Кхмерская Республика, и в 1975 году к власти пришли красные кхмеры после падения Пномпеня. Красные кхмеры правили страной и осуществляли геноцид в Камбодже с 1975 по 1979 год, пока не были свергнуты во время кампучийско–вьетнамского конфликта. Парижские соглашения 1991 года восстановили мир и последующую миротворческую миссию ООН, утвердив новую конституцию, проведя всеобщие выборы 1993 года и положив конец длительным мятежам.
С 1993 года — конституционная монархия, глава государства — король. Законодательный орган — двухпалатный парламент (Национальная ассамблея и Сенат). Переворот 1997 года укрепил власть премьер-министра Хун Сена и НПК. По данным ООН — наименее развитая страна. Доминирующими секторами экономики являются сельское хозяйство с ростом текстильной промышленности, строительства, швейных изделий и туризма, что приводит к увеличению иностранных инвестиций и международной торговли. Основными проблемами в постконфликтном развитии Камбоджи являются коррупция, проблемы с правами человека и обезлесение.

## Этимология
«Камбоджа» — название страны кхмеров, заимствованное из санскрита в связи с преобладанием в ней индуизма и буддизма.
В 1975—1989 годах при переводе названия на иностранные языки использовался более близкий к оригинальному кхмерскому названию вариант — Кампучи́я или Кампу́чия (кхмер. កម្ពុជា, Кампутьеа).
Официальными названиями страны после обретения независимости были: Королевство Камбоджа (1953—1970 и с 1993 года), Кхмерская Республика (1970—1975, режим Лон Нола), Демократическая Кампучия (1975—1979, режим «красных кхмеров» Пол Пота), Народная Республика Кампучия (1979—1989, режим союзников Вьетнама), Государство Камбоджа (1989—1993, власти ООН).

## География
Камбоджа расположена в юго-восточной Азии, в южной части полуострова Индокитай. Граничит с Вьетнамом (на востоке), Лаосом (на северо-востоке) и Таиландом (на севере и северо-западе); на юге и юго-западе омывается водами Сиамского залива. Протяжённость границ составляет: с Вьетнамом — 1228 км, с Таиландом — 803 км, с Лаосом — 541 км; длина береговой линии — 443 км. Площадь государства составляет 181 040 км². Крупнейший остров страны — Конг (100 км²).

### Климат
Климат Камбоджи, так же как и климат других стран юго-восточной Азии, сильно зависит от муссонов. Температуры на всей территории центральной равнинной части страны довольно схожи и отличаются лишь сравнительно небольшими вариациями от среднегодовой температуры в 25 °С. Максимальные температуры — выше 32 °С, хотя сразу перед началом сезона дождей они зачастую превышают 38 °С. Минимальные температуры редко опускаются ниже 10 °С. Самый холодный месяц — январь, а самый тёплый — апрель. Тропические циклоны, часто обрушивающиеся на побережье Вьетнама, крайне редко проникают на территорию Камбоджи.
Среднее годовое количество осадков в центральных районах страны составляет от 1000 до 1500 мм. Большая часть их выпадает во время действия летнего муссона. Горные районы юга страны и побережье Сиамского залива получают значительно большее количество осадков, вплоть до 5000 мм в год. Много осадков получает также крайний юго-восток страны. Северные районы Камбоджи — наиболее засушливые.

### Рельеф
Территория страны находится в нескольких чётко выраженных географических регионах. Большая часть Камбоджи (около 75 %) представлена бассейном озера Тонлесап и низменностью реки Меконг. Эти равнинные области обрамляются горными хребтами: горами Кравань (на юго-западе), хребтами Элефан (на юге) и Дангрэк (на севере). Возвышенности на северо-востоке страны сливаются с Центральным нагорьем Вьетнама. Бассейн Тонлесапа и Меконга соединяются с равнинами центрального Таиланда (на западе) и с вьетнамской дельтой Меконга (на юго-востоке). Кроме того, долина Меконга отделяет хребет Элефан от возвышенностей северо-востока.
Горы Кравань расположены в направлении с северо-запада на юго-восток, достигают высот более 1500 м. Высшая точка Камбоджи, гора Ораль, находится в восточной части хребта и составляет 1813 м над уровнем моря. Хребет Элефан служит продолжением гор Кравань дальше на юго-восток, высоты составляют от 500 до 1000 м. К юго-западу от этих двух горных систем находится узкая прибрежная равнина Кампонгсаомбай, примыкающая к Сиамскому заливу. Невысокий хребет Дангрэк служит северной границей бассейна Тонлесап и проходит по границе с Таиландом. Средние высоты составляют всего около 500 м, а высшая точка превышает 750 м над уровнем моря. К северу от хребта находится плато Корат, занимающее северо-восток Таиланда.

### Внутренние воды
За исключением небольших речек на юго-западе страны, большая часть рек Камбоджи принадлежит к бассейну озера Тонлесап и реки Меконг. Горы Кравань и Дангрэк служат водоразделами. Камбодже принадлежит значительный участок Меконга; от лаосской границы до городка Кратье река течёт на юг, затем поворачивает на юго-запад, а от Пномпеня течёт уже на юго-восток вплоть до впадения в Южно-Китайское море. Водоток в озеро Тонлесап носит сезонный характер. Во время сезона дождей воды реки Тонлесап, текущей из озера в Меконг поворачивают вспять, в результате чего площадь озера увеличивается в несколько раз. Ежегодные разливы Тонлесапа приводят к заболачиванию обширных территорий вокруг озера.

### Живая природа и экология
Живая природа Камбоджи отличается разнообразием. На территории страны водятся 212 видов млекопитающих, 536 видов птиц, 240 видов рептилий и 850 видов пресноводных рыб. Наибольшим биоразнообразием характеризуется район озера Тонлесап, где расположен уникальный биосферный заповедник Тонлесап. Другие ключевые места обитания видов включают сухие леса на северо-востоке и востоке страны, а также район гор Кравань. На юго-западе Камбоджи, на побережье Сиамского залива находится национальный парк Ботум Сакор, занимающий территорию 1834 км².
Уровень обезлесения Камбоджи является одним из самых высоких в мире. Так доля девственных лесов, которые покрывали в 1969 году более 70 % территории страны, сократилась до всего лишь 3,1 % к 2007 году. В 2012 году леса различной степени густоты покрывали 57,4 % территории Камбоджи — 10,2 млн гектар. С 2010 года вырубка лесов в Камбодже несколько замедлилась и составляет 1,3 % в год.

## История

### Древний период
Государство на территории Камбоджи возникло в начале нашей эры. Оно занимало значительно большую территорию, чем нынешнее Камбоджийское государство. Древнейшим государством на территории современной Камбоджи являлась Фунань, или Бапном (I—VI вв.), в которой начал распространяться буддизм, в VI—VIII вв. её земли занимала Ченла, а в IX—XIII вв. — Ангкорская империя, или Камбуджадеша, крупнейшее государство Юго-Восточной Азии. В XIV—XIX веках в ослабевшую и политически рыхлую Камбоджу неоднократно вторгались сиамские войска.
Камбоджа неоднократно воевала с Сиамом и Дайвьетом (Вьетнамом).

### Колониальный период
В 1863 году Франция навязала королевству Камбоджа договор о протекторате, по договору 1884 года Камбоджа фактически стала колонией Франции.
C 1942 по 1945 годы была оккупирована Японской империей.

### Период независимости
В 1953 году Камбоджа получила независимость.
С конца 1960-х по 1975 год в стране шла гражданская война, в которую активно вмешивались Северный Вьетнам, Южный Вьетнам и США. Силы НФОЮВ и Северного Вьетнама создали в восточных районах страны сеть базовых лагерей и складов, куда отступали после каждого серьёзного поражения в Южном Вьетнаме. В 1966 году принц Сианук заключил с Китаем, поддерживавшим Северный Вьетнам в войне, соглашение о присутствии северовьетнамских войск в Камбодже и использовании морского порта Сиануквиль для доставки им военных материалов, что являлось нарушением нейтралитета страны. Путь, по которому осуществлялось снабжение коммунистических сил через Камбоджу, получил название «тропа Сианука». В 1970 году произошёл переворот, в результате которого к власти пришёл генерал Лон Нол и провозгласил создание Кхмерской Республики. В том же году для поддержки правительства Лон Нола, развернувшего боевые действия против камбоджийских коммунистов — «красных кхмеров», вооружённые силы США и Южного Вьетнама совершили вторжение в Камбоджу.
В 1975 году, победив в гражданской войне, к власти пришли «красные кхмеры» во главе с Пол Потом. Стране был навязан курс на построение «аграрного социализма», обернувшийся на деле геноцидом собственного народа (крестьян, горожан, интеллигенции, буддистов, национальных меньшинств, просто «лишних»). По различным оценкам, было уничтожено от 1 до 3 млн жителей страны, которая в это время именовалась «Демократическая Кампучия».
Ещё в 1973 году в районах, контролируемых «красными кхмерами», начались восстания населения и поддержавших его военнослужащих, а в провинциях Ратанакири и Кахконг — восстания национальных меньшинств. В сентябре 1975 года имело место восстание в провинции Сиемреап, в январе 1976 года — мятеж во главе с министром информации Ху Нимом, в 1977 году — в дивизии, на которую была возложена охрана Пномпеня (заместитель начальника генштаба Ча Край был расстрелян, три других руководителя восстания заживо сожжены на столичном стадионе). Примерно тогда же восставали 2 уезда в провинции Кампонгтхом, выступление которых было подавлено, в том числе, при помощи авиационных бомбардировок и был раскрыт заговор в Пномпене. В 1978 году имели место восстания в провинциях Кратьэх (апрель 1978), Свайриенг, Прейвэнг и Кампонгтям (все три — в мае 1978).
В 1978 году экономика страны была полностью истощена, и Пол Пот развязал агрессию против Вьетнама. Однако на сторону вьетнамцев практически сразу же начали переходить большие группы красных кхмеров, недовольных репрессиями.
В декабре 1978 года был создан Единый фронт национального спасения Кампучии (ЕФНСК), объединивший провьетнамские и антиполпотовские силы. Лидерами ЕФНСК стали Пен Сован, Чан Си и Кханг Сарин, а также Кео Чанда и Чеа Сот. Все они длительное время проживали во Вьетнаме и пользовались абсолютным доверием в руководстве страны. К этой группе присоединились перешедшие из рядов «красных кхмеров» в 1976—1977 годах (в частности, бывший заместитель командира полка кампучийской армии Хун Сен, хорошо проявивший себя во время боевых действий января 1978 года), а также бывшие участники восстания и руководители партизанских отрядов в Восточной зоне Кампучии бывший командир дивизии кампучийской армии Хенг Самрин и бывший секретарь партийного комитета 20-го округа Восточной зоны Чеа Сим. Хенг Самрин стал руководителем ЕФНСК, а Чеа Сим его заместителем. Пен Сован возглавил комиссию партийного строительства возрождённой Народно-революционной партии Камбоджи, позже преобразованную в Центральный комитет НРПК.
В 1979 году вьетнамские войска свергли режим «красных кхмеров». Страна была переименована в Народную республику Кампучию. ООН и ряд стран не признали новое правительство Камбоджи, объявив его марионеткой Вьетнама. Окончательный вывод вьетнамских войск из Камбоджи произошёл в 1989 году, но гражданская война в стране после этого продолжалась ещё некоторое время. Негласную поддержку «красным кхмерам» оказывал Китай, который видел в них противовес влиянию Вьетнама. «Красные кхмеры» контролировали приграничные с Таиландом районы и периодически совершали вылазки вглубь страны. Полпотовская Партия Демократической Кампучии, прозападный Национальный фронт освобождения кхмерского народа экс-премьера Сон Санна и партия сторонников принца Сианука ФУНСИНПЕК создали Коалиционное правительство Демократической Кампучии. Эта антивьетнамская коалиция вела вооружённую борьбу с режимом Хенг Самрина. Именно она имела международное признание и представляла Кампучию в ООН.
В связи с продолжающимся политическим кризисом новый лидер (премьер-министр) Камбоджи Хун Сен, постепенно оттеснивший провьетнамского Хенг Самрина, согласился на посредничество ООН. В 1989 году конституционные изменения преобразовали НРК в Государство Камбоджу. Было принято решение о реставрации монархии, возвращении короля Сианука и проведении свободных выборов. 24 сентября 1993 года восстановилось Королевство Камбоджа. ООН в лице своего временного органа признала новое государство.
После четырёхлетнего периода формального разделения власти в июле 1997 года Хун Сен совершил фактический государственный переворот и установил единовластное правление.
7 октября 2004 года король Нородом Сианук отрёкся от престола, 14 октября 2004 года Королевским советом Камбоджи, по рекомендации его старшего брата, принца Ранариддха, провозглашён новый король — Нородом Сиамони. 24 ноября 2000 года антикоммунистическая повстанческая организация Бойцы за свободу Камбоджи во главе с Ясит Чхуном предприняла неудачную попытку вооружённого свержения Хун Сена.
В 2007 году практически все остававшиеся на свободе лидеры «красных кхмеров» были арестованы, и в настоящее время находятся под следствием для привлечения к трибуналу.
28 июля 2013 года в Камбодже состоялись очередные парламентские выборы. Было объявлено о победе правящей Народной партии (49 % голосов), но оппозиционная Партия национального спасения Камбоджи добилась крупного успеха, получив почти 45 % голосов. Оппозиция не признала итоги голосования, объявив их фальсифицированными. С июля 2013 по июль 2014 Пномпень был охвачен массовыми антиправительственными выступлениями. 16 ноября 2017 года оппозиционная ПНСК была обвинена в подготовке антиправительственной «цветной революции» и распущена.
На выборах 29 июля 2018 года Народная партия уверенно победила, набрав 76,85 % голосов и все 125 мест в Национальной ассамблее. Оппозиционные ФУНСИНПЕК принца Нородома Ранарита и «Лига за демократию» получили соответственно 5,89 % и 4,86 % голосов.

## Население
По данным на 2020 год, население страны составляло 16 926 984 человек, свыше 97 % из них — кхмеры. Оставшаяся часть представлена главным образом тямами, вьетнамцами, китайцами и горными кхмерами. Прирост населения составил на 2020 год примерно 1,4 %. Гендерный состав: 950 мужчин на 1000 женщин. Средняя продолжительность жизни составляет 65,9 года (63,4 лет — у мужчин и 68,6 лет — у женщин). Городское население по данным на 2020 год — 24,2 %. Уровень грамотности на 2018 год: 80,5 % (86,5 % мужчин и 75 % женщин).
Крупнейшие города Камбоджи:
- Пномпень: 2 234 566 чел.
- Баттамбанг: 250 000 чел.
- Сиемреап: 171 800 чел.
- Сиануквиль: 132 000 чел.
- Пойпет: 89 549 чел.

### Языки
Около 96 % населения страны говорит на кхмерском языке, который относится к австроазиатской языковой семье и является единственным официальным языком Камбоджи. Для его записи используется кхмерское письмо.
В качестве второго языка, как наследие колониальных времён, распространён французский, однако его распространённость резко сократилась в последнее время. Французский используется как язык образования во многих школах и университетах, а также, очень ограниченно, правительством страны. Кроме того, этот язык помнят многие пожилые камбоджийцы. В последние десятилетия наиболее привлекательными и изучаемыми иностранными языками в Камбодже стали английский и китайский.
Распространены также и языки национальных меньшинств страны: чамские и китайские диалекты, вьетнамский, лаосский, тайский и др. На собственных языках говорят горные народы: зярай (джарай), эде (радэ), стиенги, саоть, пор, самре и куи.

### Религия
Буддизм исповедуют 97,9 % населения; ислам — 1,1 %; христианство — 0,5 %; другие религии — 0,6 %. Буддизм направления тхеравада является государственной религией Камбоджи, по всей стране находится около 4 390 храмов. Традиции и повседневная жизнь подавляющей части населения тесно связаны с буддизмом. Большинство монастырей в стране принадлежало монашескому ордену Маханикай, хотя особым королевским покровительством пользовался менее крупный, но более влиятельный элитарный реформистский орден Тхаммаютникай. В 1975 году, с приходом к власти режима «красных кхмеров», на отправление всех религиозных культов был наложен запрет, который сохранялся вплоть до 1979 года. Тем не менее с тех времён буддизм пережил возрождение, вновь заняв устойчивое положение в стране.
Тямы являются приверженцами ислама, кроме того, мусульманами является небольшая малайская община. Сегодня в Камбодже проживает более 300 000 мусульман, большая часть из них в провинции Кампонгтям. Вьетнамское меньшинство традиционно включает также католиков и каодаистов (придерживающихся синкретической религии Као Дай). Более[уточнить] 1 % камбоджийцев исповедуют христианство — главным образом, католицизм. Среди камбоджийских китайцев распространён буддизм направления махаяна в смеси с традиционными китайскими учениями — даосизмом и конфуцианством.

### Образование
Министерство образования, молодёжи и спорта отвечает за разработку национальной политики и директив в области образования. Камбоджийская система образования в значительной степени децентрализована, включая 3 уровня управления: центральный, региональный (провинциальный) и окружной. Конституция страны провозглашает бесплатное обязательное образование в течение 9 лет, обеспечивая всеобщее право на базовое образование.
Традиционно образование в Камбодже обеспечивалось буддийскими монастырями, которые давали возможность получения образования исключительно мальчикам. Во время режима Красных кхмеров образование в Камбодже столкнулось с серьёзными трудностями, которые привели к регрессу в этой области. Современная система образования продолжает сталкиваться со множеством проблем, однако в последние годы заметны значительные улучшения.

### Здравоохранение
В последние годы в стране заметны значительные улучшения в области здравоохранения, хотя и здесь всё ещё имеется множество проблем. По данным на 2020 год, средняя продолжительность жизни составила 63,4 лет для мужчин и 68,6 лет для женщин, что существенно выше показателей 1999 года — 49,8 и 46,8 лет для мужчин и женщин, соответственно. Королевское правительство Камбоджи собирается улучшить здравоохранение путём повышения информированности населения о ВИЧ, малярии и других заболеваниях.
Уровень младенческой смертности снизился с 27 на 1000 родившихся живыми в 2000 году до 18 на 1000 — в 2014 году. За то же время уровень смертности среди детей младше 5 лет снизился с 54 до 35 на 1000 родившихся живыми. Самые худшие медицинские показатели отмечаются в провинции Ратанакири, где 22,9 % детей умирают в возрасте до 5 лет; кроме того, здесь самые высокие уровни материнской смертности и недоедания в стране. Все эти данные объясняются отдалённостью провинции, неразвитостью инфраструктуры, бедностью, отсутствием доступа значительной части населения к чистой воде и другими причинами.

## Административное деление
Территория страны делится на 23 провинции (кхэт) и 1 город центрального подчинения (кронг). Провинции делятся на округа (срок), которые, в свою очередь, состоят из коммун (кхум). Города центрального подчинения делятся на районы (кхан), состоящие из кварталов (сангкат).
Перечень административных единиц Камбоджи
- Бантеймеантьей
- Баттамбанг
- Кампонгспы
- Кампонгтхом
- Кампонгтям
- Кампонгчнанг
- Каеп
- Кампот
- Кандаль
- Кахконг
- Кратьэх
- Мондолькири
- Оддармеантьей
- Пайлин
- Пномпень (ГЦП)
- Поусат
- Прейвэнг
- Прэахвихеа
- Ратанакири
- Свайриенг
- Сиануквиль
- Сиемреап
- Стынгтраенг
- Такео

ГЦП — город центрального подчинения.

## Политическое устройство
Страна является конституционной монархией, поэтому власть монарха ограничена. Король Камбоджи является символической фигурой, которой люди должны дарить любовь и уважение. С 1993 года король Камбоджи избирается, что делает Камбоджу одной из немногих выборных монархий мира. Король избирается пожизненно из числа членов династий Нородом и Сисоват, которым не менее 30 лет, Королевским Советом трона, состоящим из нескольких высокопоставленных политических и религиозных деятелей.
- Избирательное право — с 18 лет; всеобщее.
- Законодательная власть — двухпалатный парламент, состоящий из Национальной ассамблеи (125 мест; члены палаты избираются всеобщим голосованием сроком на 5 лет) и Сената (62 места; два члена Сената назначаются монархом, два избираются Национальной ассамблеей и 58 избираются «официальными выборщиками»; срок полномочий палаты 5 лет).
- Глава правительства: премьер-министр назначается монархом после вотума доверия, полученного в Национальной ассамблее.
- Правительство — Совет министров, назначаемый монархом.
- Судебная власть: Верховный судейский совет, предусмотренный в Конституции и образованный в декабре 1997 г.; Верховный суд и суды низших инстанций.
- Политические партии и лидеры: Народная партия Камбоджи (СРР; Хун Сен), Партия национального спасения Камбоджи (CNRP, Сам Рейнгси, Кем Сокха) Буддистская либеральная партия (BLP; Иенг Маули); Кхмерская гражданская партия (КСР); ФУНСИНПЕК (принц Нородом Ранарит); Партия Сам Райнси (SRP) (бывшая Партия кхмерской нации (KNP)).
- Правовая система: сочетание кодексов, принятых при Переходной администрации ООН в Камбодже, на которые оказала влияние французская правовая система, королевских декретов, законодательных актов с влиянием обычного права и пережитками коммунистической теории права; в последние годы увеличивается роль общего права.

## Внешняя политика
Камбоджа — член ООН и ряда её специализированных организаций, МВФ, МБРР, Мирового банка, Азиатского банка развития, МАГАТЭ и других. Во внешней политике основывается на принципах нейтралитета. Камбоджа присоединилась к Приморскому договору о дружбе и сотрудничестве в Юго-Восточной Азии (ЮВА), вступила в АСЕАН (с апреля 1999 года). Во главу угла внешней политики ставятся отношения с соседними странами АСЕАН (Бруней, Вьетнам, Индонезия, Лаос, Малайзия, Мьянма, Сингапур, Таиланд, Филиппины), а также отношения с КНР и Японией. Япония также возглавляет международный комитет по реконструкции Камбоджи и, соответственно, является крупнейшим инвестором страны. Из экономически развитых стран основными партнёрами являются США, Франция и Австралия. В 1992 году США отменили эмбарго на торговлю с Камбоджей. В 1996 году было подписано двустороннее Соглашение по торговым связям. Камбоджа имеет дипломатические отношения с РФ (установлены с СССР в 1956 году).

#### Отношения с Вьетнамом
Долгое время отношения между двумя странами были напряжёнными в связи с многочисленными территориальными спорами. С тех пор оба государства сделали множество шагов по улучшению отношений. В 2005 году был подписан договор в дополнение к соглашению 1985 года о камбоджийско-вьетнамской государственной границе (Complementary Treaty to the Treaty on the Delimitation of State Border of 1985). Согласно договору, Камбоджа и Вьетнам планировали завершить демаркацию сухопутной границы до конца 2008 года. В совместном заявлении по итогам визита утверждается, что этот договор «создаёт правовую базу для формирования мирной и дружественной границы» между двумя государствами. В июне 2012 года Вьетнам и Камбоджа отпраздновали демаркацию последнего отрезка границы. Премьер-министры Вьетнама (Нгуен Тан Зунг) и Камбоджи (Хун Сен) лично посетили это событие. Кроме того, начиная с 1990-х годов активно развиваются экономические отношения между странами, поскольку оба государства являются участниками АСЕАН и Организации Меконг-Ганга.

#### Отношения с Таиландом
На протяжении многих лет основной проблемой двусторонних отношений между Камбоджей и Таиландом был территориальный спор, связанный с принадлежностью храма Прэахвихеа. В 2008 году храм стал Памятником Всемирного наследия ЮНЕСКО, что вызвало целый ряд территориальных конфликтов между государствами (Камбоджийско-тайский пограничный конфликт 2008, 2009 и 2011 годов). В настоящее время к храму можно подойти как со стороны Таиланда, так и со стороны Камбоджи.

#### Отношения с Китаем
Несмотря на тесные отношения с Китаем как в экономическом, так и в политическом смысле, в последнее время во внешней политике Камбоджи наблюдается отход от ориентации на Китай и акцент на улучшении отношений со странами АСЕАН, а также с западными партнёрами — США, Австралией и другими. Это в частности связано с тем, что Китай в своё время активно поддерживал режим «красных кхмеров».

#### Отношения с Северной Кореей
Камбоджа поддерживает достаточно хорошие отношения с КНДР. В Пхеньяне есть посольство Камбоджи, а в Пномпене — посольство КНДР. Отношения между двумя государствами были очень хорошими в связи с дружбой между бывшим лидером КНДР Ким Ир Сеном и бывшим королём Камбоджи Нородом Сиануком. Правительство Камбоджи высказало соболезнования КНДР после смерти Ким Чен Ира.

## Экономика
Экономика Камбоджи базируется на производстве одежды и на туризме. Камбоджа получила гарантированную квоту в экспорте одежды в США. В сфере производства одежды занято более 350 тыс. работников, в экспорте страны одежда даёт 70 % стоимости. В сельском хозяйстве занято до 80 % населения, по состоянию на 2012 год, главная сельхозкультура — рис, также выращивают кукурузу, маис, фасоль и батат, ям, маниок, технические культуры (хлопчатник, табак, арахис, сахарную пальму); разводят крупный рогатый скот, свиней, различную птицу.
Помимо одежды, Камбоджа экспортирует обувь, рис, велосипеды, поделочные и драгоценные камни (15,8 млрд долл. в 2017 году).
Основные партнёры по экспорту (в 2017) — США 19 %, Германия 11 %, Великобритания 8,2 %, Япония 8 %, Франция 6,5 %.
Камбоджа импортирует текстильное сырьё, ткани и полуфабрикаты (до 30 % от стоимости импорта), золото (до 18 %), нефтепродукты, сигареты, стройматериалы, машины, оборудование и электронику, медикаменты (12 млрд долл. в 2017).
Основные партнёры по импорту (в 2017) — Китай 40 %, Сингапур 25 %, Гонконг — 7,6 %.
Уровень бедности — 16,5 % (2016 год), безработица — 0,3 % (2017 год)
В Камбодже нет государственной минимальной заработной платы, но она есть в швейной и обувной промышленности. С 1 января 2020 года минимальный размер оплаты труда в швейной и обувной промышленности составляет $190. Помимо минимальной месячной заработной платы, работники также получат дополнительные льготы, в том числе $10 в месяц за работу без отгулов и $7 на транспорт, аренду жилья и питание.

### Иностранные инвестиции
Иностранцы не имеют права владеть землёй. Для владения землёй разрешается регистрировать фирму, не менее 51 процента капитала которой принадлежит кхмеру. Эти меры в значительной степени ограничивают приток инвестиций в мелкотоварное сельское хозяйство.
В мае 2009 года российский оператор БиЛайн начал предоставление услуг мобильной связи в Камбодже. В апреле 2015 года вьетнамская компания Viettel выкупила бизнес Билайна в Камбодже.

### Туризм
Камбоджа после окончания гражданской войны начала привлекать большое количество иностранных туристов. Главная достопримечательность страны — храмовый комплекс Ангкор-Ват, посвящённый индуистскому богу Вишну, неподалёку от города Сиемреап, в центре страны. Комплекс считается самой большой культовой постройкой в мире. Также имеются места для «пляжного» отдыха на юге, в районе города Сиануквиль. Ежегодно страну посещает более 4 млн туристов.
Камбоджа привлекательна для туристов очень низкими ценами, климатом, экзотической кухней. На территории Камбоджи также расположены 23 национальных парка.

## Транспорт
Во время гражданской войны транспортная инфраструктура Камбоджи была сильно разрушена, однако в настоящее время, с помощью иностранных инвестиций и оборудования, Камбоджа проводит реконструкцию основных шоссейных дорог. С 2006 года состояние автомобильных дорог существенно улучшилось, и большинство основных дорог теперь имеют твёрдое покрытие.
В Камбодже имеется две однопутные железнодорожные линии с колеёй в 1 метр и общей длиной 612 км. Одна из линий соединяет Пномпень с Сиануквилем (построена в 1960-е годы), другая — Пномпень с Баттамбангом и Сисопхоном (построена в 1930-е годы). Участок между Сисопхпхоном и Пойпетом (на тайской границе) был разобран во время гражданской войны. До 2009 года поезда ещё ходили раз в неделю между Пномпенем и Баттамбангом, однако в настоящее время сообщение прекращено. Правительство заключило соглашение с частными компаниями на реконструкцию железнодорожной сети, по которому к 2011 году планировалось открыть железнодорожное сообщение между Пномпенем и Сиануквилем, а к 2013 году — между Пномпенем, Баттамбангом и Сисопхоном. Кроме того, планируется достройка железной дороги от Сисопхона до тайской границы. В дальнейшем планируется постройка новой железной дороги, соединяющей Пномпень с Вьетнамом.
Водные пути сообщения издавна играли огромную роль в Камбодже. Реки Меконг, Тонлесап, их многочисленные притоки и озеро Тонлесап образуют водную транспортную систему общей протяжённостью путей в 3,700 км круглый год для судов с осадкой 0,6 м и ещё 282 км для судов с осадкой в 1,8 м. Главный морской порт страны — Сиануквиль. Пномпень, который находится при слиянии рек Меконг, Бассак и Тонлесап — единственный речной порт, способный принимать суда водоизмещением 8000 тонн в дождливый сезон и 5000 тонн в сухой сезон.
В стране есть четыре коммерческих аэропорта, в настоящее время действуют три из них — международный аэропорт в Пномпене (бывший Почентонг), международный аэропорт в Сиемреапе, который является крупнейшим аэропортом в Камбодже, и в Сиануквиле (с 14 декабря 2011 г.). Ещё один аэропорт находится в Баттамбанге, однако регулярные рейсы в нём не осуществляются.
В Камбодже имеется две действующие авиакомпании — Cambodia Angkor Air и Tonlesap Airlines.

## Культура
За развитие культуры в стране отвечает Министерство культуры и изящных искусств. Культура Камбоджи имеет сильное влияние индийской в части языка, искусства и других элементов. Важным фактором, формирующим культуру, был также буддизм направления тхеравада, пришедший в эти земли в первые века нашей эры и широко здесь распространившийся. Помимо собственно кхмерской, культура страны включает также и культуру более 20 различных этнических групп, проживающих главным образом в горных и холмистых районах на северо-востоке страны.

### Музыка
Кхмерская традиционная музыка, как и танцы, восходит к временам древней Кхмерской империи и несёт заметное влияние индийской музыки. В древних рисунках сохранились изображения танцев, исполнявшихся в честь монархов, такие как танец Апсара и музыкантов, аккомпанирующих танцовщицам. Из народных форм музыки известны «чапей» и «а яй». Первая из них популярна среди старшего поколения и чаще всего исполняется одним человеком на камбоджийской гитаре (чапей), который в промежутках между музицированием декламирует тексты. Тексты песен, как правило, посвящены моральной или религиозной тематике. Традиционные музыкальные инструменты камбоджийцев — барабаны разных видов, гонг, металлофоны и прочие ударные, а также духовые инструменты из дерева — подобия флейт и дудочек.
Музыка в жанре «а яй» исполняется соло или дуэтом мужчины и женщины и часто носит комический характер, с широким использованием экспромтов. Жанр «пленг каах» (буквально — «свадебная музыка») представляет собой набор традиционной музыки и песен для сопровождения различных обрядов традиционной кхмерской свадьбы, которая длится много дней.
В клубах Камбоджи популярная музыка исполняется с использованием западных музыкальных инструментов или сочетания традиционных камбоджийских и западных инструментов. Классическими представителями поп-музыки Камбоджи были эстрадные певцы Сын Сисамут и Руох Серейсоттхеа, выступавшие в 1960-х — 1970-х годах. Во время пребывания у власти красных кхмеров многие классические и популярные певцы 60—70-х годов были убиты или отправлены в лагеря, а многие записи музыки того периода были утрачены или уничтожены.
В 1980-е годах Каеу Сарат (камбоджийский беженец, поселившийся в США) и другие камбоджийские эмигранты выступали с популярными песнями, стилизованными под традиционную камбоджийскую музыку. В 1980-е и 1990-е годы также росла популярность музыки в стиле кантрум, характерного для северных кхмеров, в современной аранжировке.
Австралийская хип-хоп группа Astronomy Class записала несколько песен в исполнении певицы Как Чанти, урождённой камбоджийки.
В составе рок-группы Dengue Fever (Лос-Анджелес) выступает камбоджийская вокалистка, жанр этой группы классифицируется как «этническая музыка» и сочетает в себе традиционную камбоджийскую музыку с западной рок-музыкой.

### Танцы
Камбоджийские танцы обычно делят на 3 группы: классические танцы, народные танцы и бальные танцы. Классические танцы изначально исполнялись только для представителей королевского двора в качестве развлечения, имеют также церемониальное значение. Несмотря на некоторые влияния соседних культур, классический кхмерский танец — довольно уникальный вид искусства. Исполнители таких постановок искусно одеты, особое значение в исполнении имеют движения, жесты и позы танцора. Само исполнение носит медленный, размеренный характер. Музыка, сопровождающая такие представления, включает ксилофоны, металлофоны, деревянные духовые инструменты, различные барабаны и гонги.
Народные танцы отличаются от классических обычно более быстрым ритмом, меньшей значимостью жестов и движений и менее декоративной одеждой исполнителей. Народные танцы и особенности их исполнения варьируются от региона к региону и различны у разных этнических групп страны. Народные танцы тесно связаны со сказками и другими произведениями местного фольклора.

### Изобразительное искусство
История изобразительного искусства Камбоджи уходит в глубь веков к древним ремёслам. Кхмерское искусство достигло своего пика в течение периода Ангкора. Традиционное искусство и ремесло включает ткачество, изготовление изделий из серебра и золота, резьбу по камню, изготовление лакированных изделий, гончарное дело, монументальную живопись, искусство изготовления воздушных змеев и др. Серьёзным ударом по искусству стал период нахождения у власти красных кхмеров, связанный с гонениями на художников и других представителей искусства и их довольно частым физическим устранением. Последнее время наблюдаются некоторые улучшения в этой области, связанные с поддержкой правительства и неправительственных организаций, а также с привлечением в страну туристов.

### Кухня
Как и в других странах юго-восточной Азии, основой пищи камбоджийцев является рис. Ввиду густой речной сети и наличия таких крупных водоёмов как Меконг и озеро Тонлесап, важное место в камбоджийской кухне традиционно занимает рыба. Традиционна также паста из квашеной рыбы прахок, которая по своей сути представляет способ длительного хранения продукта. Прахок служит наиболее распространённой приправой к еде; часто просто употребляется с рисом. Кроме того, традиционные ингредиенты включают различные тропические фрукты, рыбный, устричный и соевый соусы, карри, тамаринд, имбирь, кокосовое молоко, чёрный перец и др. Широко распространённое обеденное блюдо камбоджийцев представляет собой суп из рисовой лапши в свином бульоне с луком и чесноком. По сравнению с соседними тайской и вьетнамской кухней, камбоджийская довольно малоизвестна и не имеет широкого распространения в мире.

### СМИ
Государственная телерадиокомпания — Télévision nationale du Cambodge (ទូរទស្សន៍ជាតិកម្ពុជា), включает в себя один телеканал и 12 радиостанций.

## Противопехотные мины в Камбодже
Камбоджа является одной из наиболее «заминированных» стран мира. За три десятилетия войны и гражданского конфликта на территории этой страны осталось разбросано несколько миллионов мин. Противоборствующие стороны «красные кхмеры» с одной стороны и войска Вьетнама и союзные ему кампучийские войска с другой стороны широко использовали как старые запасы мин, так и новые, как, например, из Китая, Болгарии, ГДР, Чехословакии, Таиланда. Самые известные модели — советские ПМН, ПМН-2, болгарская ПСМ-1, китайские Т-72 и Т-58, американские образцы и их копии (MN-79, MD-82B).
С 1979 года более 57 тыс. камбоджийцев потеряли конечности.
По данным Land Mine Museum на 2010 год, под Сиемреапом в Камбодже всё ещё находится от 3 до 6 млн активных мин.